# Tuyết lở núi Everest 2014
Vụ lở tuyết tại núi Everest diễn ra vào ngày 18 tháng 4 năm 2014, giết chết ít nhất 13 hướng dẫn viên leo núi người Nepal. Tính đến ngày 19 tháng 4, còn ba người đang trong tình trạng mất tích.

## Tổng quan
Khoảng 06:45 giờ Nepal (tức 01:00 UTC), một trận lở tuyết diễn ra trên mặt nam của núi Everest ở độ cao xấp xỉ 5.800 m. Khu vực xảy ra vụ việc có tên địa phương là "Cổng Vàng" hoặc "cánh đồng ngô", nằm bên trong thác băng Khumbu. Sự hiện diện của vô số cột băng (sérac) bất ổn định trên cánh đồng băng cho thấy rằng những người leo núi cố gắng vượt qua đó càng nhanh càng tốt, thông thường là vào buổi sáng sớm trước khi nhiệt độ tăng lên. Xấp xỉ 30 người đã bị tuyết lở chôn vùi, đa phần họ là những hướng dẫn viên người Sherpa. Nhóm người này đã tiến hành sửa chữa dây dợ và chuẩn bị một đường mòn mới qua đèo Nam (South Col) để dành cho những khách leo núi có trả tiền vào mùa leo núi lần tới. Sở dĩ như vậy là vì các hướng dẫn viên cứ mỗi năm lại phải tìm và duy trì một đường mòn mới băng qua khu vực này do điều kiện ở đây thay đổi thường xuyên.
Thu nhập sau mỗi chuyến leo núi của mỗi hướng dẫn viên là khoảng 125 USD. Đa số hướng dẫn viên xuất thân từ những gia đình leo núi và không có nhiều cơ hội kiếm tiền. Mỗi năm có khoảng 350 đến 450 người được tuyển dụng làm hướng dẫn viên vào mùa leo núi, phần lớn số người này là người Sherpa. Tuy vậy trong những năm trở lại đây, khách ngoại quốc cũng bắt đầu đưa hướng dẫn viên của riêng họ đi theo. Điều này gây nên căng thẳng với người địa phương. Năm 2013, có tám người chết ở núi Everest, trong đó có một trong những hướng dẫn viên người Sherpa dày dạn kinh nghiệm nhất.

## Nạn nhân
Ít nhất 13 người đã chết trong vụ lở tuyết. Bốn người trong số đó là người Sherpa từ huyện Solukhumbu, vùng Đông Nepal. Năm trong số những người đã chết là những người làm việc cho kênh truyền hình Discovery nhằm chuẩn bị cho một sự kiện đặc biệt. Không có người nước ngoài nào thiệt mạng. Trả lời tờ The New York Times, nhà leo núi Tim Rippel (trưởng một nhóm leo núi Everest), cho biết vào thời điểm xảy ra thảm họa, những hướng dẫn viên Sherpa đang di chuyển chậm rãi và mang vác "hàng đống trang thiết bị, lều, lò nấu, bình ôxi,...đến các trại trữ hàng". Sáng hôm ấy các hướng dẫn viên đã khởi hành sớm do đang chuẩn bị cho cao điểm mùa leo núi sẽ diễn ra vào tháng 5, song hoạt động của họ bị trì hoãn do điều kiện leo núi tồi tệ. Bốn hướng dẫn viên bị thương nặng cần phải đưa vào nằm bệnh viện.
Khi thảm họa xảy ra, còn có một nhóm người khác đang tiến hành quay một phim có nội dung về thảm họa với tựa đề là Everest. May mắn không có người nào chết hoặc bị thương.
Trong lịch sử có hơn 200 người đã chết khi leo núi Everest, nhưng tai nạn lần này là tai nạn cướp đi nhiều sinh mạng nhất trong lịch sử ngọn núi. Số người chết lần này còn vượt qua con số tám người chết của thảm họa bão tuyết Everest năm 1996. Lần ấy tám người chết đều là người ngoại quốc.

## Hậu quả
Nhà leo núi Tim Rippel cho hay "mọi người tại trại căn cứ đều bị sốc". Một số nhà leo núi đã gói ghém hành lý và rời đi. Chính phủ Nepal tuyên bố hỗ trợ tức thời 40.000 rupee Nepal (400 USD) đến người thân thuộc gần nhất của mỗi nạn nhân.